# Collezione filatelica
Le collezioni filateliche sono molto varie, hanno scopi, metodologie di conservazione e di classificazione differenti. Si può affermare che ogni collezione personale ha caratteristiche proprie. Tuttavia le collezioni che partecipano a concorsi organizzati dalle varie associazioni devono uniformarsi ai regolamenti che le classificano in aree ben delineate.

## Collezione tradizionale
Questa denominazione definisce una raccolta di francobolli ordinati per nazione e per periodo storico e quindi senza una precisa tematica. In generale è la forma iniziale tramite la quale ci si accosta alla filatelia. Alcune raccolte possono essere specializzate su elementi come dentellature, variazioni di colore, filigrane e tipi di stampa diversi, oppure di varietà ed errori provocati dalla macchina stampatrice.

## Collezione di storia postale
Si tratta di una collezione composta da materiale filatelico (francobolli, cartoline postali, annulli e altri) che si propone di illustrare la storia della posta. A causa della grande quantità di materiale collezionabile le raccolte si specializzano generalmente entro precisi limiti di spazio e tempo, o per specifico argomento di interesse (tra cui i più comuni le tariffe postali o i differenti servizi postali, o la posta militare).

## Collezione di Buste Primo Giorno
È una raccolta composta da buste affrancate con francobolli recanti un annullo con la data del giorno stesso dell'emissione. Collezione molto diffusa negli Stati Uniti, la raccolta di buste primo giorno (in inglese 'First Day Cover', acronimo FDC) si è andata via via affermando nel secondo dopoguerra anche in Italia. Tali buste possono anche essere allestite con delle illustrazioni che si riferiscono al tema dell'emissione; in Italia la più antica ditta è la "Venetia Club", fondata nel 1948, seguita dalla Capitolium, dalla Filagrano, dalla Chimera, dalla AICFDC, dalla Roma e dalla Rodia.

## Collezione di aerofilia
L'aerofilia, o aerofilatelia, si occupa di collezionare materiale filatelico riguardante i viaggi aerei del servizio postale. Le collezioni aerofilateliche possono essere ulteriormente specializzate, sia per tema, sia per tipo di materiale postale. Inoltre nella collezione si può inserire anche materiale non strettamente filatelico, come vignette, etichette, manifesti, cartoline.

## Collezione di Interofilia
La raccolta è composta da interi postali e documenti postali sui quali venga direttamente stampato il prezzo della spedizione postale. Può essere ulteriormente specializzata secondo le categorie di documenti, quali cartoline postali, biglietti postali, aerogrammi ecc. Inoltre i materiali collezionati possono essere sia nuovi, sia già utilizzati.

## Collezione a soggetto
La collezione si propone di raccogliere tutti i francobolli raffiguranti un preciso soggetto, che può essere un personaggio (ad esempio Giuseppe Garibaldi) o una pianta o un animale (per esempio le orchidee o le farfalle), un oggetto (per esempio la bicicletta), una festa (ad esempio il Natale). All'interno della collezione i francobolli si ordinano in serie e si suddividono per nazione e anno di emissione.

## Collezione tematica
La raccolta riguarda tutti i documenti e materiali filatelici relativi ad una tematica. I temi che si possono svolgere sono i più vari, essi vanno dalla musica alla storia, dallo sport alla tecnologia, dalla natura all'arte, secondo l'interesse del collezionista. Il tema viene sviluppato secondo un programma ben definito, riportato in un'introduzione con indice, e il materiale raccolto deve essere ordinato in modo da permettere uno svolgimento organico del tema scelto.
Le collezioni tematiche si sono sviluppate a partire dalla fine degli anni 1940. La loro codificazione internazionale avvenne nel 1958, con la presentazione della prima competizione per classi tematiche regolamentata dalla FIP. Sono diffuse principalmente in America settentrionale e nell'Europa settentrionale e orientale.

## Collezione di classe aperta
Questa definizione comprende le collezioni nelle quali al materiale filatelico si affianchino altri oggetti (ma in misura inferiore al 50% del totale), quali schede telefoniche, cartoline, figurine, foto, foglie secche, ritagli di giornali e tutto ciò che si possa incollare su un foglio. Il tema e le modalità di svolgimento sono libere.

## Collezione di astrofilatelia
La raccolta si compone di materiali filatelici riguardanti i viaggi spaziali, la ricerca spaziale e i precursori di questi, come razzi e palloni aerostatici. La collezione può essere suddivisa in temi diversi: l'epoca pionieristica, la posta razzo, i programmi speciali (USA, URSS, Europa), eventualmente con o senza uomini a bordo. Inoltre nella collezione si può inserire anche materiale non strettamente filatelico.

## Collezione di maximafilia
La raccolta è formata da cartoline maximum che rispondano ai requisiti, riguardanti la cartolina stessa, il francobollo, che deve essere stato apposto sulla fronte e non sul retro, e il suo annullo. Di particolare interesse la presenza di un medesimo soggetto, o di soggetti in relazione fra loro, sui tre elementi. La collezione può essere organizzata per tema o nazione.

## Collezione di fiscali
La raccolta di marche da bollo dello stato o locali (comunali e regionali). Numerose ed esteticamente interessanti la collezione dei fiscali, sono frutto anche recentemente di studi approfonditi e valutazioni. Le marche specialmente infatti hanno tutte le caratteristiche dei francobolli, compresi i vari tipi di filigrana.
Già da tempo negli Stati Uniti il Catalogo Scott riporta i fiscali americani fino agli anni '50, in una completa catalogazione. In Italia sia il Catalogo Sassone che il Catalogo Unificato hanno riportato i fiscali usati per posta, ma ultimamente sono nati cataloghi appositi per tutte le marche e i fiscali.
Vari usi e tipi di fiscali fanno di questa collezione una specie di miniera di curiosità.

## Collezione di marcofilia
La raccolta riguarda gli annulli o altri segni apposti su documenti postali. Generalmente i segni apposti dal timbro sono raccolti per aree geografiche, o per tema, o per funzione.

## Collezione di affrancature meccaniche

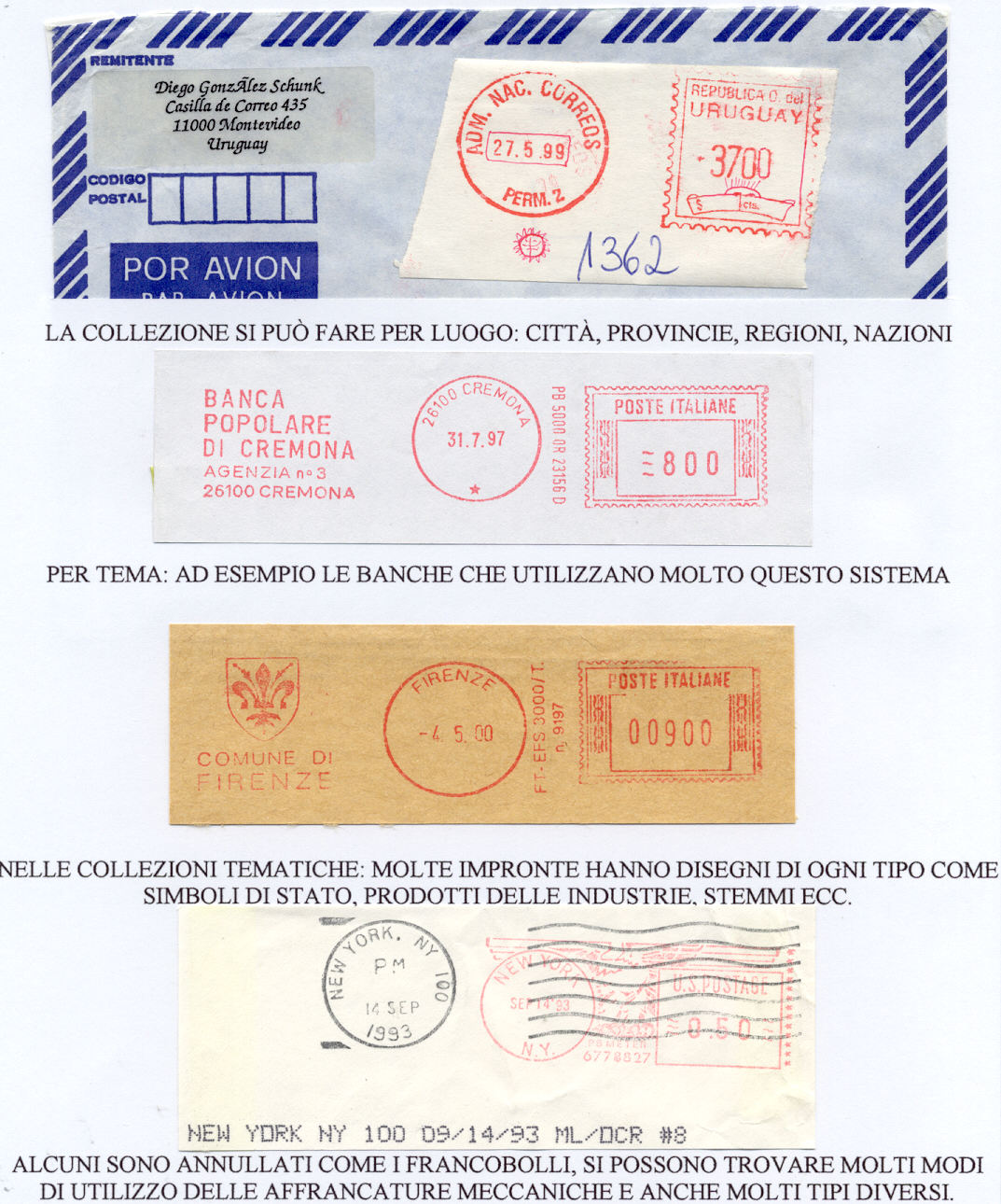
Affrancature meccaniche.

Comunemente chiamate rosse, le affrancature meccaniche sui documenti postali sono state utilizzate in sostituzione dei francobolli a partire dall'inizio del XX secolo da parte degli stessi uffici postali, o di ditte ed enti. Sono costituite da un'impronta col valore, da una col luogo e data e da un eventuale targhetta pubblicitaria, il tutto stampato col caratteristico colore rosso. Generalmente la collezione può specializzarsi per luogo o data di emissione, per tema (ad esempio affrancature di banche), per tema dei disegni (simboli di stato, stemmi, prodotti industriali), per caratteristiche tecniche (presenza di annullo come per i francobolli, tipi diversi o diversi modi di utilizzo).

## Collezione di Posta militare
La posta militare è il servizio postale del quale beneficiano i militari in servizio fuori dall'area nazionale sia in tempo di pace che di guerra; ai reparti vengono assegnati uffici postali mobili e le affrancature godono di tariffe agevolate o esenzioni rispetto alle tariffe ordinarie. Per i militari prigionieri di guerra esistono le cartoline postali la cui consegna viene curata dalla Croce Rossa, che fanno riferimento non già all'unità di appartenenza ma al campo di detenzione. Normalmente l'oggetto di interesse collezionistico non è il francobollo utilizzato per l'affrancatura, in quanto appartenente a serie ordinariamente utilizzate, ma l'intera missiva.